# Ковенант (юриспруденция)
Ковенант (англ. covenant) в английском праве — обязательство совершить какое-либо действие или воздержаться от совершения какого-либо действия, имеющее для обязавшейся стороны юридическую силу. Ковенанты применяются в различных отраслях английского права: от прав, связанных с владением и распоряжением недвижимым имуществом, до договорного права.
Ковенанты являются обязательной частью сделок финансирования, при их отсутствии зачастую невозможно получить кредит от банка или институционального инвестора. Ковенанты и право вето на ведение деятельности часто используются и при организации совместных предприятий, заключении акционерных соглашений в соответствии с английским правом, а также при заключении сделок слияний и поглощений.

## Виды ковенантов
Существует два основных типа ковенантов: позитивные (positive covenants, affirmative covenants) и негативные (negative covenants, restrictive covenants). Позитивный ковенант — это соглашение, по которому одна из сторон обязуется выполнить определенные действия. Негативный ковенант — это соглашение, по которому одна из сторон обязуется воздерживаться от определенных действий.
В сделках с недвижимостью используются негативные ковенанты, обременяющие недвижимость, например ограничивающие строительство домов на земельном участке (не более одного, не выше определенной высоты или не больше определенного размера), запрещающие использование определенных материалов при возведении строений, налагающие ограничения на ту или иную деятельность на участке. При этом разделяются неотделимые ковенанты (covenant running with the land, covenant appurtenant), требования которых распространяются на всех последующих приобретателей обремененной недвижимости, не являющихся сторонами первоначального договора купли-продажи, и личные ковенанты (personal covenants), обременяющие лишь первого покупателя недвижимости.
Конвенанты также используются в кредитных договорах, в сделках, связанных с куплей-продажей акций (бизнеса):
- Финансовые ковенанты оговаривают поддержание на определенном уровне экономических показателей деятельности обязующейся стороны. Например, устанавливаются минимальные или максимальные значения для размера собственного капитала, коэффициента достаточности собственного капитала, доли активов, находящихся в залоге у третьих лиц, размера дебиторской задолженности и пр.[2]
- Нефинансовые ковенанты
- Активные ковенанты (англ. positive covenant) — обязательства свершить какое-либо действие. Например, предоставить необходимую финансовую информацию или уведомить о каких-либо изменениях, нарушениях.
- Пассивные ковенанты (англ. negative covenant) — обязательства не совершать какого-либо действия. Например, не отчуждать активы и т. п.
- Право вето (англ. veto right) — право одной из сторон отказаться поддерживать план или решение, для принятия которого требуется её согласие.
- Ограничительные ковенанты (англ. restrictive covenants) — близки к пассивным, как правило, используются в сделках слияния и поглощения, создании совместных предприятий, в сделках прямого частного инвестирования и при продаже компаний. Например: защита нематериальных активов, запрет на переманивание ключевых работников, поставщиков, заказчиков и др. обязательства. По английскому праву эти ковенанты должны быть ограничены по времени и объему и характеру действий[3].

## Ковенанты в российском праве
Активные ковенанты, согласно которым должна предоставляться основная финансовая информация, рассматриваются российскими судами в качестве обязательств.
Пассивные ковенанты, как правило, недопустимы: суд исходит из общего принципа, по которому сторона не может отказаться от принадлежащего ей права совершения каких-либо действий.
Ограничительные ковенанты не имеют исковой силы по тем же причинам, что и пассивные ковенанты. Они также могут противоречить праву на труд, и их могут признать незаконными в соответствии с антимонопольным законодательством РФ. Ограничительные ковенанты могут быть включены в договор, чтобы заставить обязавшуюся сторону поступать в соответствии с духом договора.